# Паларуві (водоспад)
Паларуві (малаял. പാലരുവി വെള്ളച്ചാട്ടം) — водоспад на річці Каллада.

## Опис
Водоспад однокаскадний, має висоту 91 м і розташований у Ар'янкаву в окрузі Коллам штату Керала. Це 40-й за висотою водоспад країни і один з найвищих у штаті.
Паларуві розташований за 4 км від кордону з Тамілнадом, за 35 км від Пуналура, 75 км від Коллама і 152 км від Тіруванантапурама.
З малаялам назва водоспаду перекладається приблизно як «молоко, що падає».